# Tanohataïta
La tanohataïta és un mineral de la classe dels silicats que pertany al grup de la wol·lastonita. Rep el nom de la mina Tanohata, al Japó, la seva localitat tipus.

## Característiques
La tanohataïta és un inosilicat de fórmula química LiMn₂Si₃O₈(OH). Va ser aprovada com a espècie vàlida per l'Associació Mineralògica Internacional l'any 2007, sent publicada per primera vegada el 2012. Cristal·litza en el sistema triclínic. La seva duresa a l'escala de Mohs es troba entre 5 i 5,5. És una espècie isostructural amb la wol·lastonita, i l'anàleg de liti de la serandita.
Segons la classificació de Nickel-Strunz, la tanohataïta pertany a «09.DG - Inosilicats amb 3 cadenes senzilles i múltiples periòdiques» juntament amb els següents minerals: bustamita, ferrobustamita, pectolita, serandita, wol·lastonita, wol·lastonita-1A, cascandita, plombierita, clinotobermorita, riversideïta, tobermorita, foshagita, jennita, paraumbita, umbita, sørensenita, xonotlita, hil·lebrandita, zorita, chivruaïta, haineaultita, epididimita, eudidimita, elpidita, fenaksita, litidionita, manaksita, tinaksita, tokkoïta, senkevichita, canasita, fluorcanasita, miserita, frankamenita, charoïta, yuksporita i eveslogita.

## Formació i jaciments
Va ser descoberta a la mina Tanohata, situada a la localitat de Tanohata, dins el districte de Shimohei (Prefectura d'Iwate, Japó), on es troba en forma d'agregats de cristalls fibrosos, associada a altre minerals com: quars, natronambulita, nambulita, barita i egirina. Aquesta mina japonesa és l'únic indret de tot el planeta on ha estat descrita aquesta espècie mineral.